# Paronychia cephalotes
Paronychia cephalotes är en nejlikväxtart. Paronychia cephalotes ingår i släktet prasselörter, och familjen nejlikväxter.

## Underarter
Arten delas in i följande underarter:
- P. c. bulgarica
- P. c. cephalotes
- P. c. taurica
- P. c. thracica

## Bildgalleri

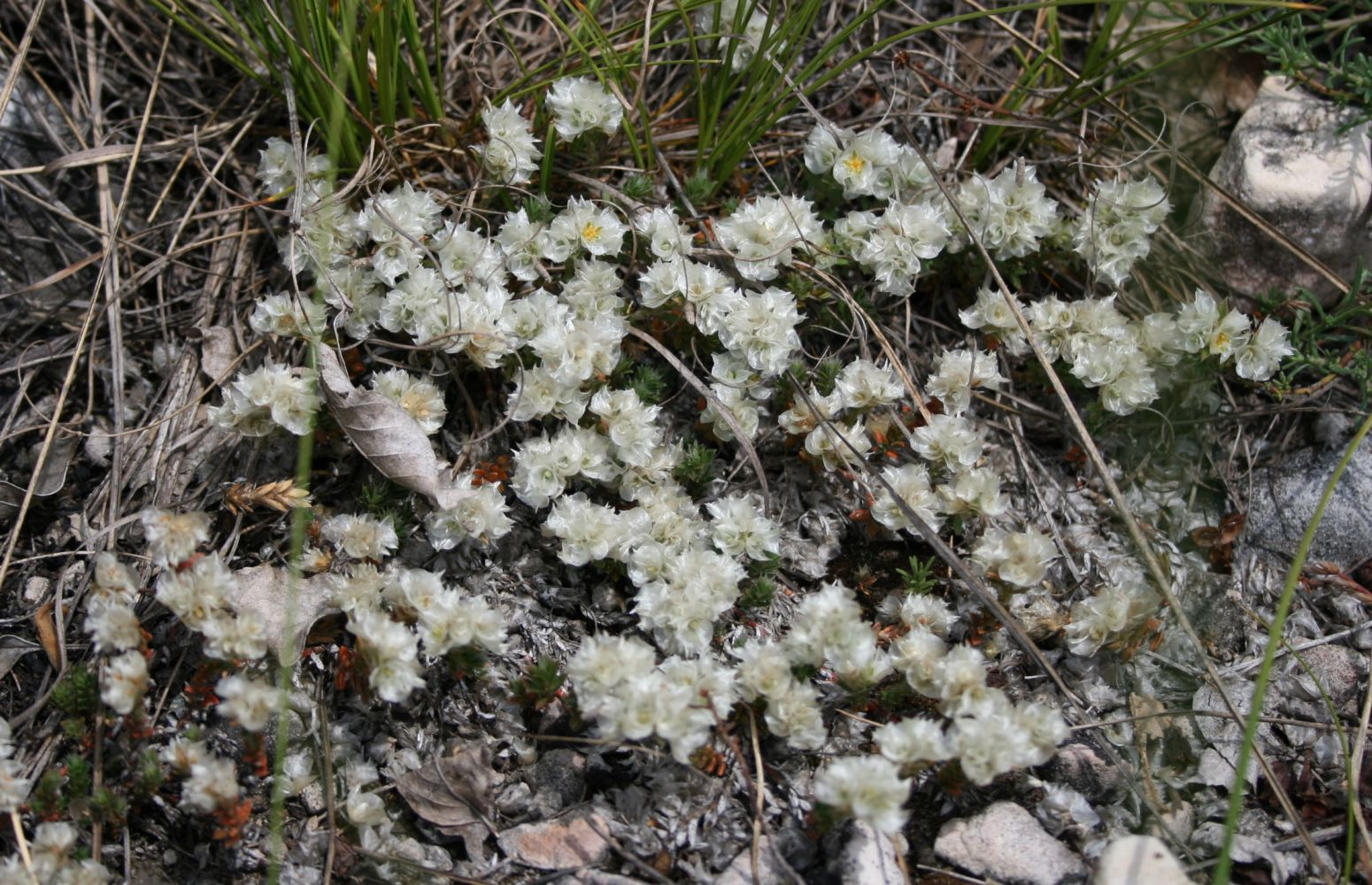
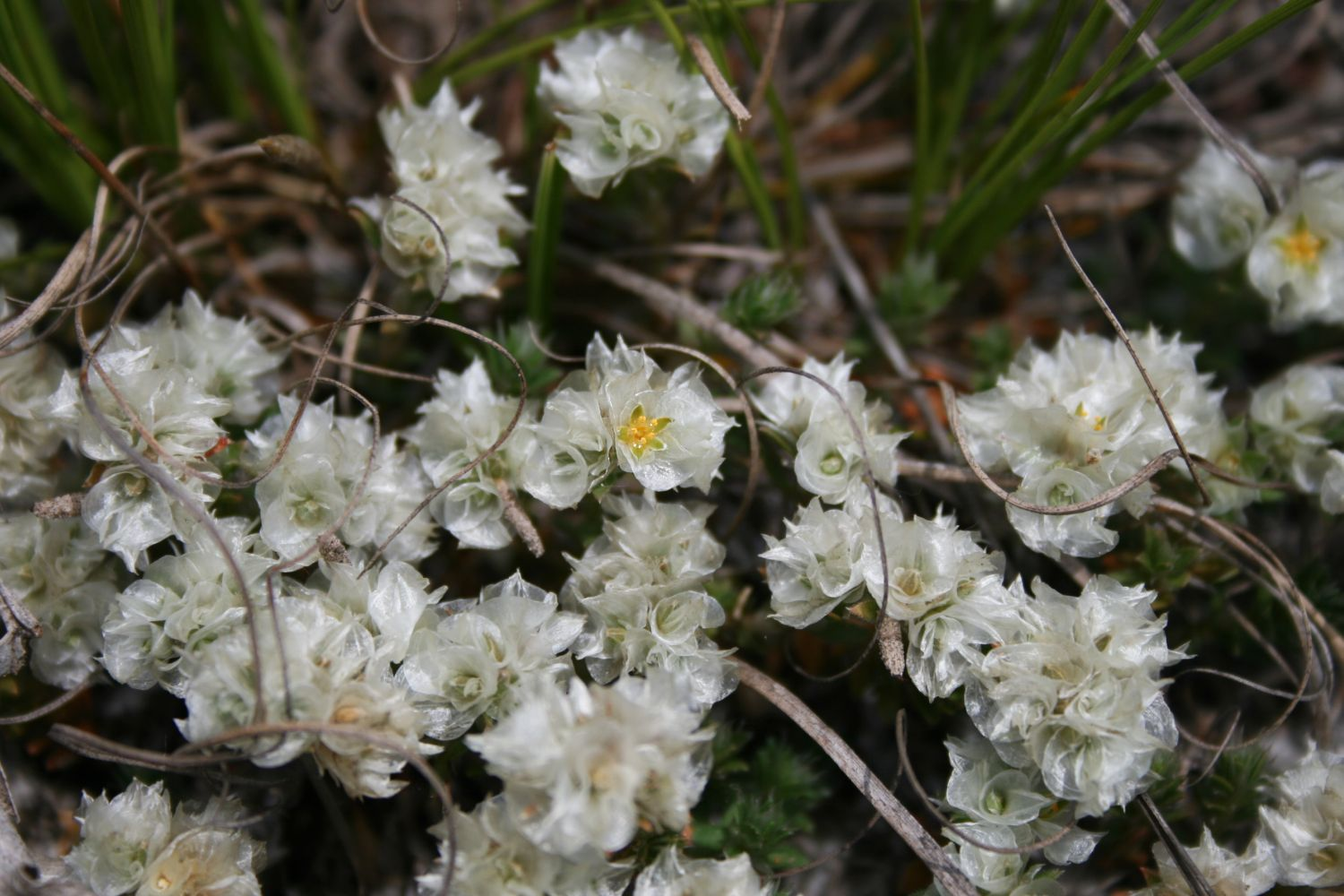